# 셈텍스

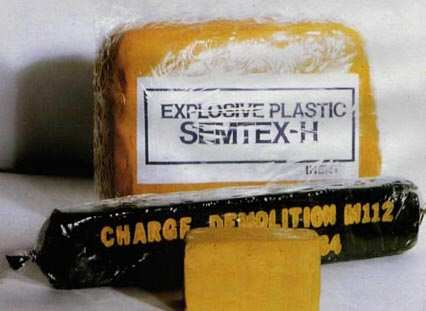
셈텍스 및 기타 플라스틱 폭발물의 샘플

셈텍스(영어: Semtex)는 RDX 및 PETN이 포함된 범용 가소성 폭발약이다.  상업용 발파, 철거 및 특정 군사 용도에 사용된다.
원래 체코 슬로바키아에서 군용 및 수출용으로 개발되었지만, 준군사조직 단체와 반군 또는 테러리스트들이 사용하기도 했다. 팬암 항공 103편 폭파 사건과 같은 경우가 대표적인 사례다.

## 구성
두 가지 가장 일반적인 변종의 구성은 용도에 따라 다르다. 1A (또는 10 ) 변형은 발파에 사용되며 주로 결정질 PETN을 기반으로 한다. 버전 1AP 및 2P는 육각형 부스터 요금으로 형성된다. PETN과 충전재 안의 왁스의 특수 어셈블리는 코드 또는 신관(장치)를 폭발 시키기위한 높은 신뢰성을 보장한다. H (또는 SE ) 변형은 폭발 경화를 위한 것이다.
| 화합물                                           | 셈 텍스 1A                 | 셈 텍스 H                             | 셈 텍스 2P |
| ------------------------------------------------ | -------------------------- | ------------------------------------- | ---------- |
| PETN                                             | 76 %                       | 40.9 %                                | 58.45 %    |
| RDX                                              | 4.6 %                      | 41.2 %                                | 22.9 %     |
| 바인더 스티렌 - 부타디엔                         | 9.4 %                      | 9 %                                   | 9.2 %      |
| 가소제 n- 옥틸 프탈레이트, 트리 부틸 시트 레이트 | 9 %                        | 7.9 %                                 | 8.45 %     |
| 항산화물질 N- 페닐 -2- 나프 틸 아민              | 0.5 %                      | 0.5 %                                 | 0.5 %      |
| 염료                                             | 수단 0.5 % (적갈색 ~ 적색) | 수단 0.5 % (붉은 오렌지색에서 노란색) | (갈색)     |

## 역사
셈텍스는 1950년대 말 체코슬로바키아 VCHZ 신시시아(현 체코 공화국)의 화학자 스타니슬라프 브레베라(Stanislav Brebera)와 라딤 후카토(체코어: Radim Fukátko)가 발명했다. 이 폭발물의 이름은 1964년부터 이 혼합물이 처음 제조된 파르두비체의 교외지역 셈틴(체코어: Semtín)의 이름을 따서 지어졌다. 그 공장은 나중에 신디시아(Synthesia)의 자회사인 익스플로시아(Explosia a.s.)로 명칭이 변경되었다.
셈텍스는 다른 플라스틱 폭발물, 특히 C-4와 매우 유사하여 가단성이 뛰어났다. 그러나 다른 플라스틱 폭약보다 더 큰 온도 범위에서 사용할 수 있다. 왜냐하면 그것은 플라스틱을 -40에서 +60 기음 사이로 유지하기 때문이다. 또한 방수 기능이 있다. 셈텍스 (Semtex)와 다른 플라스틱 폭발물들 사이에는 시각적 인 차이가 있다. C-4는 미색이지만 셈텍스는 적색 또는 오렌지 벽돌 색이다.
새로운 폭발물은 특히 베트남 전쟁당시 14톤을 받은 베트남 민주 공화국 정부에 널리 수출되었다. 그러나 주요 소비자는 리비아였다. Omnipol 은 셈텍스 약 700톤을 1975년부터 1981년까지 리비아에 수출했다. 중동의 이슬람 무장 세력과 북아일랜드의 아일랜드 공과국군 임시파 (IRA) 및 아일랜드 국민해방군 (Irish National Liberation Army)에서도 사용되었다.
그 이름이 테러 공격과 밀접하게 관련되면 수출이 감소했다. 셈텍스 (Semtex) 수출은 점진적으로 강화되었고, 2002년 이후 폭발물 판매는 정부 부처에 의해 통제되었다. (2001년 기준) 단지 약 10톤의 셈텍스 (Semtex)가 매년 생산되어 거의 모든 것이 미국에서 사용되었다.  1988년 12월 21일 셈텍스 (Semtex) 12온스(340g)는 스코틀랜드의 록커 비 (Lockerbie)에 팬암 항공 103편 폭파 사건을 일으켰다.
또한 국제 협약에 대한 응답으로 셈텍스 (Semtex)는 검출 을 돕기 위해 독점적 인 수증기 표지를 만들기 위해 검출 태그가 추가되었다. 먼저, 에틸렌 글리콜 디 니트 레이트를 사용하고 나중에 2,3- 디메틸 -2,3- 디 니트로 부탄 (3,4- 디 니트로 헥산, DMDNB) 또는 p- 모노 니트로 톨루엔으로 전환시켰다. 제조자에 따르면, 의정서 대리인은 의정서가 강제적으로되기 전에 1991년에 자발적으로 추가되었다.  그러나 1990년 이전에 만들어진 셈텍스의 배치에는 태그가 없다. 하지만 셈텍스의 오래된 배치의 주요 재고가 있는지 여부는 알려지지 않았다. 제조업체에 따르면이 "태그없는 셈텍스도 이제는 발견 될 수 있다"라고 밝혔다. 셈텍스의 유통기한은 1990년대 이전의 10년에서 현재 5년으로 단축되었다. Explosia는 특정 플라스틱 폭발물의 폭발 후 감지를 신뢰할 수 있는 강제 태깅이 없다는 점을 밝힌다 (예 :폭발물 질량에 고유 한 금속성 코드를 포함 시킴). 따라서 셈텍스는 이러한 방식으로 태그가 지정되지 않았다.
1997년 5월 25일 셈텍스 발명에 관여했다고 주장한 과학자 Bohumil Šole은 예세니크의 스파에서 폭발물로 자살 했다. 졸(63세)은 심리적 인 문제로 치료를 받고 있었다. 어떤 폭발물이 사용되었는지는 불분명했다. 폭발로 인해 다른 20명이 부상 당했고, 6명은 중상을 입었다. 제조업체 인 Explosia에 따르면, "그는 1960년대에 폭발물을 개발한 팀원이 아니었다"라고 밝혔다.
제작자의 2,017 카탈로그에 따르면, 셈 텍스 여러 변형이 제공된다 : 셈 텍스 죠 1A, 셈 텍스 죠 1H, 셈 텍스 죠 (10), 셈 텍스 죠 SE-10, S 셈 텍스 죠 (30), 셈 텍스 죠 C-4, 셈 텍스 죠 PW 4, 셈 텍스 죠 (90)